# 马里奥·埃尔莫索
马里奥·埃尔莫索·坎塞科（西班牙語：Mario Hermoso Canseco，西班牙語發音：[ˈmaɾjo eɾˈmoso kanˈseko]，1995年6月18日—），是一位西班牙足球运动员，司职中后卫。現時效力意甲球會羅馬。他曾是西班牙國家足球隊隊員。

## 俱樂部生涯

### 马德里竞技
2019年7月18日，在合約只剩下一年的情況下，埃爾莫索同意與馬德里競技簽訂一份為期五年的合約，金額為2500萬歐元，外加400萬歐元的附加費。
2020年12月22日，埃尔莫索在客場2-0擊敗皇家社會的比賽中踢進了自己在馬德里體育會的第一個進球。

## 国家队
埃尔莫索曾代表西班牙U19国家队出场。在2018年11月8日首次入选西班牙国家队大名单，对阵克罗地亚和波黑。埃尔莫索在对阵后者的比赛中上演国家队首秀。

## 榮譽

### 球會
馬德里競技
- 西班牙足球甲级联赛冠軍：2020–21賽季[6]